# アカモズ
アカモズ（赤百舌、Lanius cristatus）は、スズメ目モズ科モズ属に分類される鳥類。

## 分布
インド、インドネシア、カンボジア、シンガポール、スリランカ、タイ、大韓民国、中華人民共和国、台湾、朝鮮民主主義人民共和国、日本、ネパール、バングラデシュ、フィリピン、ブルネイ、ベトナム、マレーシア、ミャンマー、モンゴル人民共和国、ラオス、ロシア東部
夏季に中華人民共和国や日本、ロシア東部、朝鮮半島で繁殖し、冬季になるとインドやインドネシア、東南アジアへ南下し越冬する。日本では亜種シマアカモズが九州南部や南西諸島、亜種アカモズが北海道、本州東部に繁殖のため飛来（夏鳥）し、本州西部、四国、九州では渡りの途中に飛来（旅鳥）、沖縄では越冬のため飛来（冬鳥）する。

## 形態
全長20cm。嘴の基部から眼を通り後頭部へ続く黒い筋模様（過眼線）が入る。翼は黒い羽毛で覆われ、羽縁は褐色。
メスは体側面に鱗状の斑紋が入る個体もいる。
- L. c. confusus　ウスアカモズ

上面は灰褐色、下面は白い羽毛で覆われる。頭部は灰褐色の羽毛で覆われる。額の白色部はやや広い。
- L. c. cristatus　カラアカモズ

上面は暗い赤褐色、下面は白いの羽毛で覆われる。額の白色部は狭く不明瞭。
- L. c. lucionensis　シマアカモズ

上面は灰褐色、下面は淡褐色の羽毛で覆われる。頭部は灰色の羽毛で覆われる。額および眼上部の眉状の斑紋（眉斑）は白色部が狭く不明瞭。
- L. c. superciliosus　アカモズ

上面は赤褐色、下面は白い羽毛で覆われる。額および眉斑は白く、繋がる。

## 分類
- Lanius cristatus confusus　　ウスアカモズ
- Lanius cristatus cristatus　Linnaeus, 1758　カラアカモズ
- Lanius cristatus lucionensis　　シマアカモズ
- Lanius cristatus superciliosus　　アカモズ

## 生態
開けた森林や林縁、草原などに生息する。モズと同所に生息する場合は、モズの縄張りの間を縫うように生息する。
食性は動物食で、昆虫類、節足動物、両生類、爬虫類、小型の鳥類、小型哺乳類などを食べる。はやにえを行う。樹上から獲物に襲い掛かるもしくは飛翔しながら獲物を捕える。捕らえた獲物を木の枝等に突き刺し（はやにえ）たり、木の枝股に挟み貯蔵する。
繁殖形態は卵生。樹上に枯草等を組み合わせた皿状の巣を作り、日本では5-7月に1回に4-7個の卵を産む。カッコウに托卵の対象とされることもある。メスのみが抱卵し、抱卵期間は14-16日。

## 人間との関係
開発による生息地の破壊などにより生息数は減少している。
L. c. superciliosus　アカモズ
絶滅危惧IB類 (EN)（環境省レッドリスト）